# José Cobo Cano
José Cobo Cano (Sabiote, 20 september 1965) is een Spaans geestelijke en een kardinaal van de Rooms-Katholieke Kerk.

## Vroege leven en studie
Cobo werd geboren in Sabiote en groeide op in Madrid. Hij verkreeg in 1988 een licentiaat in civil law van de Complutense-universiteit van Madrid en ging datzelfde jaar naar het seminarie. Hij haalde in 1992 een bachelor in theologie aan de Universidad Eclesiástica San Dámaso. Hij heeft hiernaast een master in morele sociale theologie.

## Kerkelijke carrière

### Priester
Cobo ontving op 23 april 1994 de priesterwijding van kardinaal Ángel Suquía Goicoechea, aartsbisschop van Madrid. Hij begon als kapelaan bij Hermandades del Trabajo, een katholieke sociaal werk organisatie (1994–1996). Daarna werkt hij eerst als kapelaan (1995-2000) en later aartspriester (2000) van de San Leopoldo kerk. Van 2000 tot 2015 was hij pastoor van de San Alfonso María Ligorio. Hiernaast was hij lid van het kapittel (2000-2012, 2015-2017) en de priesterraad (2000-2015) van het aartsbisdom Madrid, en aartspriester van de Nuestra Señora del Pilar de Campamento (2001-2015). Hij gaf in deze periode ook les aan de Escuela de Agentes de Pastoral de Madrid (1996-2000) en het Centro de Estudios Sociales de Cáritas Diocesana de Madrid (2000–2012). Van 2002 tot 2005 werd er een synode gehouden binnen het bisdom Madrid waarbij Cobo een permanent commissielid was. Van 2015 tot 2017 was hij vicaris-generaal van het tweede vicariaat Noordoost van het aartsbisdom Madrid.

### Bisschop en aartsbisschop
Op 29 december 2017 benoemde paus Franciscus Cobo tot hulpbisschop van Madrid en titulair bisschop van Baeza. Zijn bisschopswijding ontving hij op 17 februari 2018 van kardinaal Carlos Osoro Sierra, aartsbisschop van Madrid. Binnen de Spaanse bisschoppenconferentie hield hij zich bezig met werk, immigratie en pastorale zorg voor gevangenen.
Op 12 juni 2023 werd Cobo benoemd tot aartsbisschop van Madrid. Op 8 juli 2023 ging zijn ambtstermijn in Madrid in. Zijn benoeming als aartsbisschop was controversieel. Hij was relatief jong, en had nog niet zelfstandig leiding gegeven aan een bisdom of aartsbisdom. Hij behoorde naar verluidt niet tot de eerste drie kandidaten die de bisschoppenconferentie via de nuntius aan de paus presenteerde.
Op 9 september 2023 benoemde paus Franciscus hem als lid van de Dicasterie voor de Bisschoppen. Op 4 oktober 2023 benoemde paus Franciscus hem eveneens als lid van de Dicasterie voor Leken, Gezin en Leven.
Sinds 1 maart 2024 is Cobo tevens ordinarius voor de gelovigen van de oosterse ritus in Spanje.

### Kardinaal
Cobo werd tijdens het consistorie van 30 september 2023 kardinaal gecreëerd. Hij kreeg de rang van kardinaal-priester. Zijn titelkerk werd de Santa Maria di Monserrato.